# Пламен Стайков
Пламен Стайков е български автомобилен състезател. Роден в град Кърджали на 20 март 1983 година. Шампион в Българския Рали шампионат през 2014 и 2016г., както и в Българския Планински шампионат през 2013г.
Участва в българския рали и планински шампионат за отборите на „Стайков Рейсинг“, „Евроком рали тим“ и "Staykov Racing - Georgia". Управлява състезателен автомобил Мицубиши Лансер ЕВО9.
През 2014 година става шампион на България заедно с навигатора си Рафи Кадир. През 2016 и 2017 година навигатор му е Давид Кварацхелия - Давидоне.
През 2017 става шампион в клас ERT2 в шампионата на European Rally Trophy.
Започва своята кариера на автомобилен състезател в българския рали шампионат през 2003 година.

## 2003
Вицешампион на България в клас N3.

## 2004
Вицешампион на България в клас N3.

## 2005
Вицешампион на България в клас N3.

## 2006
Шампион на България в клас N3.

## 2007
- Рали „Вида“-второ място и първо място в клас A6;
- Печели „Fiesta Trophy“ (официални тестове, като за тестовете е избран от Виторио Канева);
- Избран е за спортист на годината на град Кърджали.

## 2008
- Трето място в рали „Траянови врата“;
- Трето място в рали „Стари столици“;
- Второ място в генералното класиране на рали „Твърдица“, победител в клас А6.

## 2009
- Пилотът печели първия от 17 години насам специален скоростен етап, който бе каран на фарове;
- Победител в генералното класиране на рали „Твърдица“.

## 2010
- 3-то място в генералното класиране на рали „Траянови врата“.

## 2012
- 3-то място в генералното класиране на рали „Средна гора“, победител в клас N;
- 2-ро място в генералното класиране на Планинско „Узана“, победител в група A+N;
- 3-то място в генералното класиране на рали „Твърдица“, победител в клас N;
- Победител в генералното класиране на Планинско „Пещера“;
- Победител в генералното класиране на рали „Стари столици“;
- Победител в генералното класиране на рали „Хеброс“.

## 2013
- Шампион на Планински шампионат 2013 (предсрочно, кръг преди края).

## 2014
Шампион Български рали шампионат.

## 2016
Шампион Български рали шампионат.

## 2017
Шампион в клас ERT2 (Автомобили от бившата група N4) / European Rally Trophy